# Kierzkowo (powiat szczecinecki)
Kierzkowo – osada w Polsce położona w województwie zachodniopomorskim, w powiecie szczecineckim, w gminie Biały Bór. Miejscowość wchodzi w skład sołectwa Kołtki. 
W latach 1975–1998 wieś należała do woj. koszalińskiego.
Inne miejscowości o nazwie Kierzkowo: Kierzkowo